# Liste der Bahnhöfe und Haltepunkte von Frankfurt am Main
In Frankfurt am Main existieren 35 Bahnhöfe und Haltepunkte, darunter zwei reine Güterbahnhöfe, vier Fernbahnhöfe, zehn Regionalbahnhöfe und 19 reine S-Bahnhöfe bzw. S-Bahn-Haltepunkte.
Sie liegen an den von Frankfurt radial ausgehenden Altbau-Eisenbahnstrecken Richtung Westen (Mainbahn, Main-Lahn-Bahn, Taunus-Eisenbahn), Nordwesten (Königsteiner Bahn, Kronberger Bahn, Sodener Bahn), Norden (Homburger Bahn, Main-Weser-Bahn), Osten (Frankfurt Süd–Aschaffenburg, Frankfurt–Göttingen) und Süden (Bahnstrecke Frankfurt am Main–Heidelberg, Riedbahn) sowie den Neubaustrecken, dem City-Tunnel Frankfurt und Offenbach, der Flughafen-S-Bahn Frankfurt und der Schnellfahrstrecke Köln–Rhein/Main.
Die ersten Frankfurter Bahnhöfe waren 1839 der nach 1888 abgerissene Taunusbahnhof und der 1880 durch einen Neubau an anderer Stelle ersetzte erste Höchster Bahnhof. 1978 wurden zahlreiche Bahnhöfe und Haltepunkte zu S-Bahn-Stationen umgebaut.
Die Frankfurter Rundschau führt hin und wieder Qualitätstests zu den Bahnhöfen des Personenverkehrs durch.

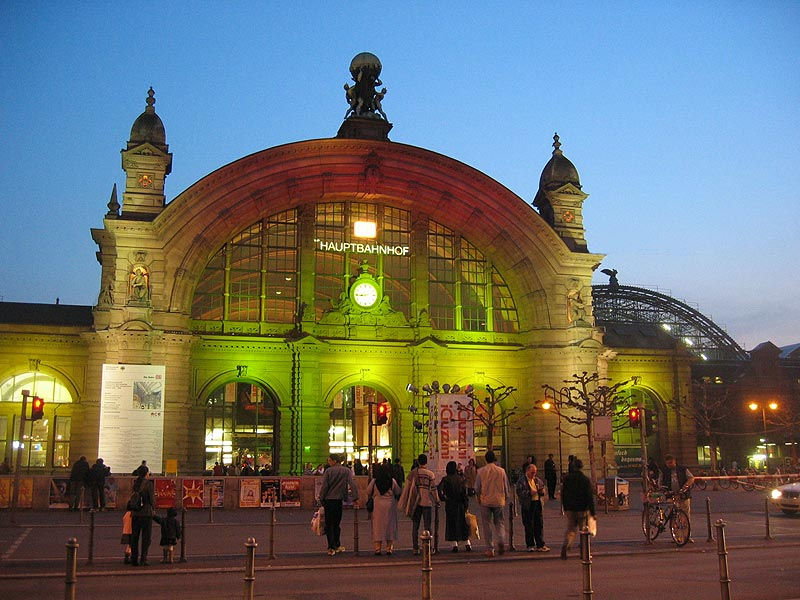
Hauptbahnhof
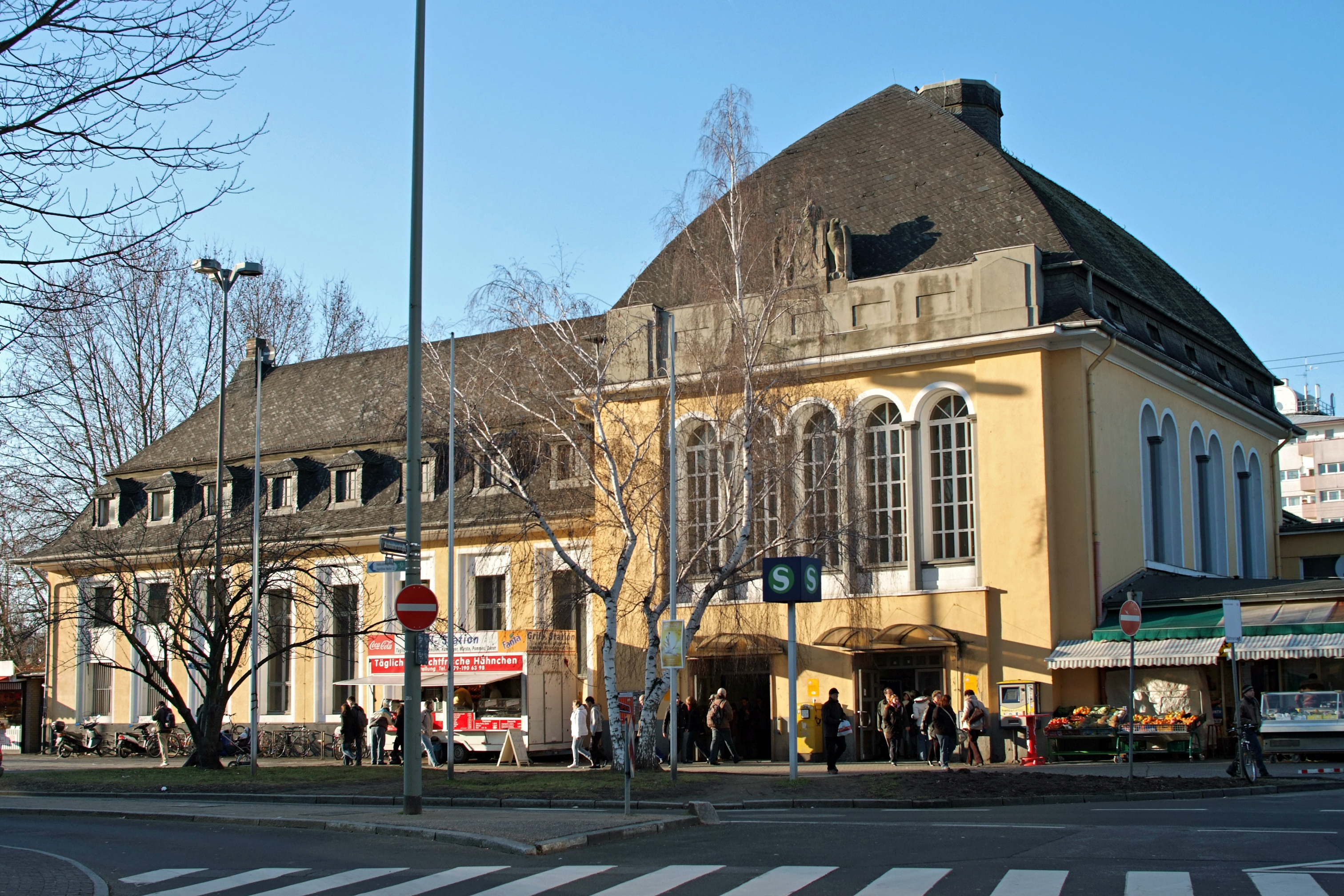
Höchst
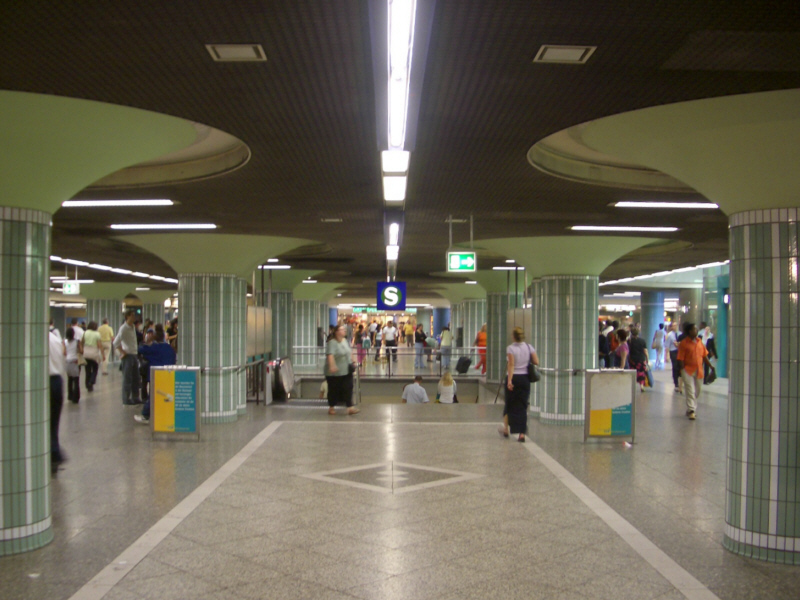
Hauptwache
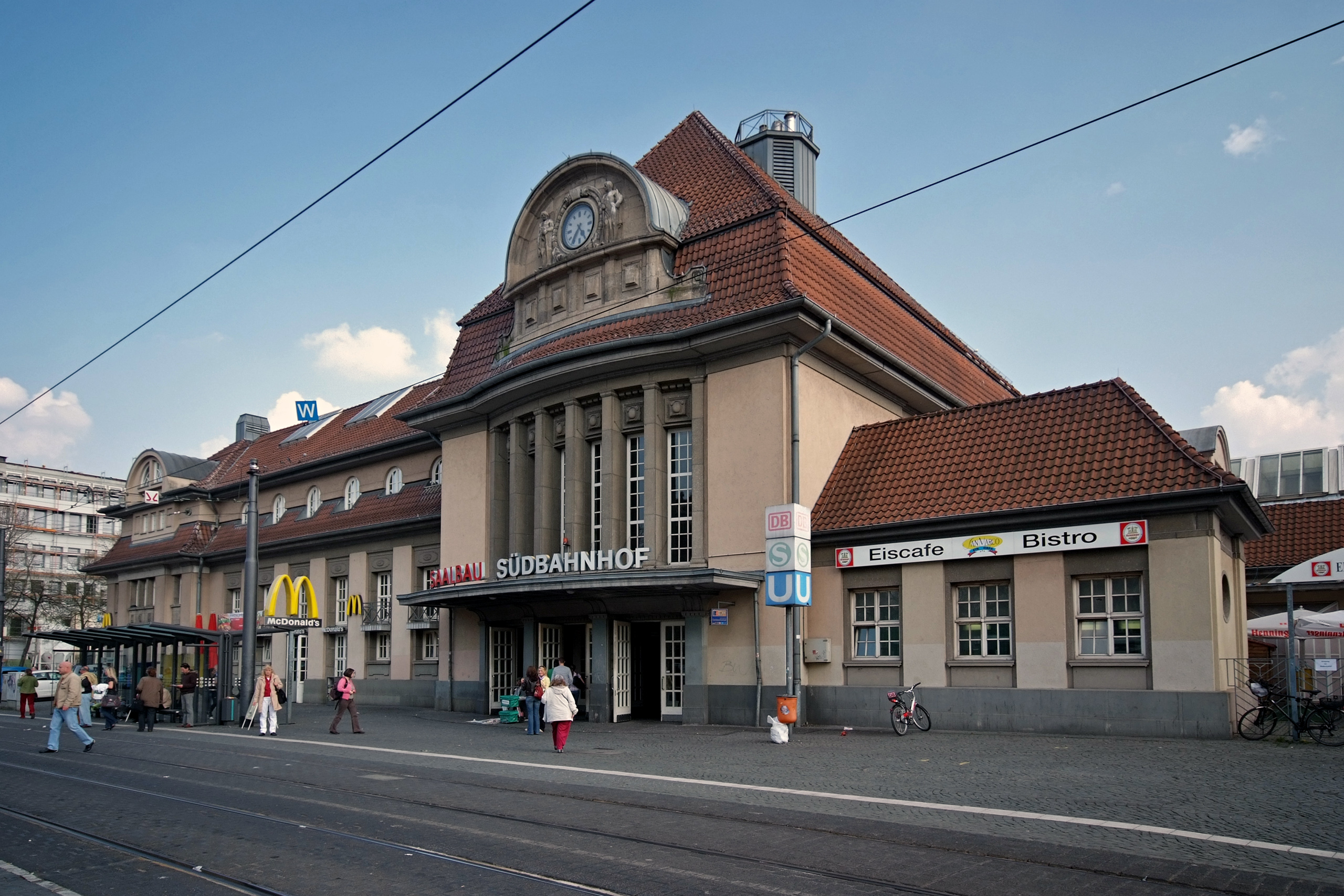
Südbahnhof
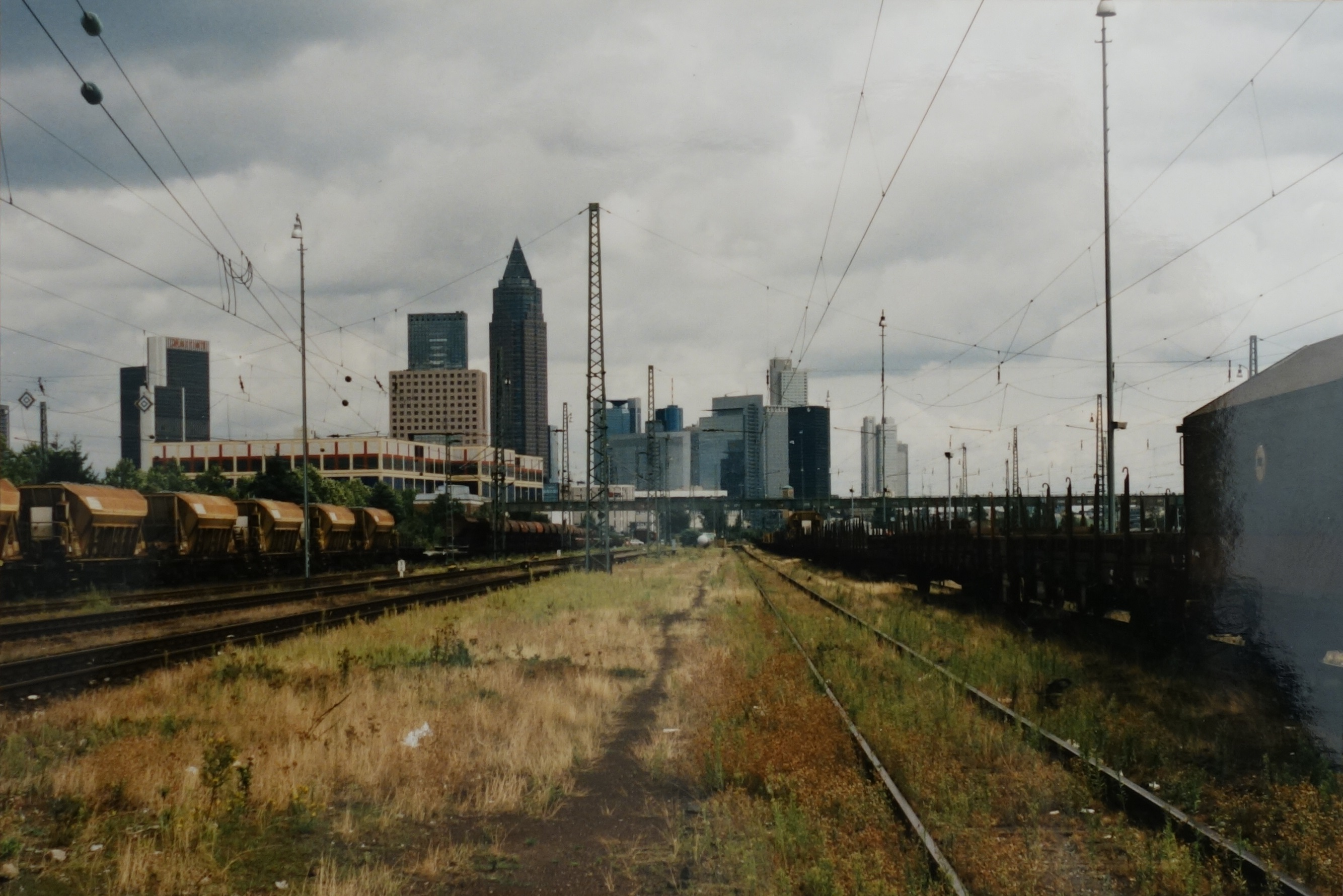
Frankfurter Hauptgüterbahnhof 1999, kurz vor dem Abriss.
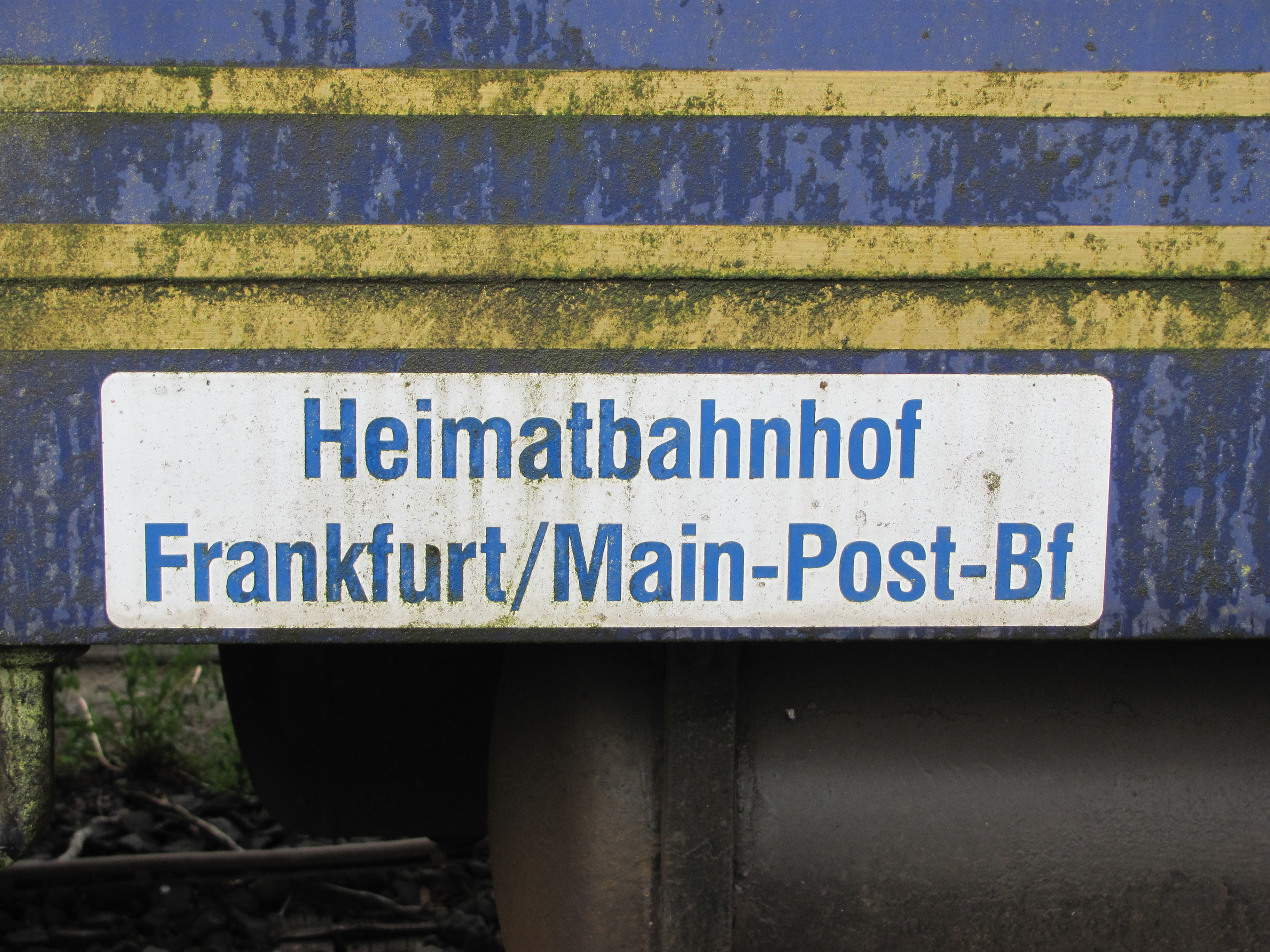
Relikt des einstigen Postbahnhofs

| in Betrieb | außer Betrieb | in Planung/im Bau |

| Name (DB-Abkürzung, ehemalige Namen)   | Stadtteil              | Güter- verkehr | Linien            | Linien | Linien                                | Gattung | Status         | Strecke(n)                                                        | Inbetrieb- nahme         | Anmerkung | Bild |
| Name (DB-Abkürzung, ehemalige Namen)   | Stadtteil              | Güter- verkehr | Bahn              | RB/RE | S                                     | Gattung | Status         | Strecke(n)                                                        | Inbetrieb- nahme         | Anmerkung | Bild |
| -------------------------------------- | ---------------------- | -------------- | ----------------- | --- | ------------------------------------- | ------- | -------------- | ----------------------------------------------------------------- | ------------------------ | --- | ---- |
| Berkersheim FFBK                       | Berkersheim            |                |                   | | S6                                    | Hp      | in Betrieb     | Main-Weser-Bahn                                                   | 1850                     | [ 3 ] |      |
| Bundesgartenschau FFGI                 | Ginnheim               | —              | —                 | — | —                                     | —       | außer Betrieb  | Main-Weser-Bahn                                                   | 1989 Ende 2024 (geplant) | Nach wenigen Monaten wieder aufgelassen; Wiedereröffnung als Frankfurt-Ginnheim vorgesehen.                                                                                   |      |
| Eilgüterbahnhof                        | Gallus                 | —              | —                 | — | —                                     | —       | außer Betrieb  |                                                                   |                          | ehemals Güterverkehr |      |
| Dunantsiedlung                         | Sossenheim             | —              | —                 | — | —                                     | —       | in Planung     | Sodener Bahn                                                      | 2028 (geplant)           | geplanter Halt an der Regionaltangente West |      |
| Eiserner Steg FEIS                     | Altstadt               |                |                   | |                                       | Museum  | Museumsbetrieb | Verbindungsbahn                                                   | 1979                     | Historische Eisenbahn Frankfurt |      |
| Eschersheim FFES                       | Eschersheim            |                |                   | | S6                                    | Hp      | in Betrieb     | Main-Weser-Bahn                                                   | 1850                     | [ 3 ] |      |
| Fahrtor                                | Altstadt               | —              | —                 | — | —                                     | —       | außer Betrieb  | Verbindungsbahn                                                   | 1880                     | 1913 aufgelassen; 13. Juli bis 30. September 1945; 1979 als Bahnhof Eiserner Steg wiedereröffnet                                                                              |      |
| Farbwerke FFAW                         | Unterliederbach        |                |                   | RB 22 | S1 · S2                               | Hp      | in Betrieb     | Taunus-Eisenbahn, Main-Lahn-Bahn                                  | 1967                     | Am ehemaligen Güterbahnhof Höchst |      |
| Fechenheim                             | Fechenheim             |                |                   | | geplant                               | Hp      | in Planung     | Bahnstrecke Frankfurt–Hanau                                       | derzeit nicht absehbar   | Teil der Planung für die Nordmainische S-Bahn; Ersatz für heutigen Bahnhof Frankfurt-Mainkur                                                                                  |      |
| Flughafen Fernbahnhof FFLF             | Flughafen              |                | ICE IC            | RB 58 |                                       | Bf      | in Betrieb     | Schnellfahrstrecke Köln–Rhein/Main                                | 1999                     | S-Bahn-Ersatzverkehr, geplanter Bahnhof im Hessen-Express-Netz |      |
| Flughafen Regionalbahnhof FFLU         | Flughafen              |                |                   | RE 2 RE 3 RB 31 RB 59 | S8 · S9                               | Bf      | in Betrieb     | Flughafen-S-Bahn Frankfurt                                        | 1972                     | Erster Flughafen-Bahnhof der DB, geplanter Bahnhof der Regionaltangente West                                                                                                  |      |
| Flughafen Terminal 3                   | Flughafen              |                |                   | geplant | geplant                               | —       | in Planung     | Zweigstrecke der Riedbahn                                         | unbekannt                | Geplanter Halt der RE 70 und |      |
| Forsthaus                              | Sachsenhausen-Süd      | —              | —                 | — | —                                     | —       | außer Betrieb  | Mainbahn                                                          | 1863                     | 1876–1882 Niederrad; 1926 aufgelassen; heute Abzweigstelle |      |
| Frankfurter Berg FFBS                  | Frankfurter Berg       |                |                   | | S6                                    | Bf      | in Betrieb     | Main-Weser-Bahn                                                   | 1850 (1911)              | Bis 1986 Bonames |      |
| Gallus                                 | Gallus                 |                |                   | geplant |                                       | —       | in Planung     | Taunus-Eisenbahn                                                  | in Diskussion            | als Halt der RB 12 geplant |      |
| Galluswarte FFGA                       | Gallus                 |                |                   | | S3 · S4 · S5 · S6                     | Bf      | in Betrieb     | Homburger Bahn, Main-Weser-Bahn                                   | 1978                     | |      |
| Gateway Gardens FFGG                   | Flughafen              |                |                   | | S8 · S9                               | Bf      | in Betrieb     | Flughafen-S-Bahn Frankfurt                                        | 2019                     | unterirdischer S-Bahnhof im Neubaugebiet Gateway Gardens am Frankfurter Flughafen                                                                                             |      |
| Ginnheim FFGI                          | Ginnheim               |                |                   | | S6                                    | Hp      | in Betrieb     | Main-Weser-Bahn                                                   | 2024                     | Früher gab es hier bereits einen gleichnamigen Betriebsbahnhof. |      |
| Griesheim FGM                          | Griesheim              |                |                   | | S1 · S2                               | Bf      | in Betrieb     | Main-Lahn-Bahn                                                    | 1871 (1968)              | 1968 Neubau des Empfangsgebäudes |      |
| Großmarkthalle                         | Ostend                 | —              | —                 | — | —                                     | —       | außer Betrieb  | Verbindungsbahn                                                   | 1928                     | Halt des Personenverkehrs im Rahmen des Notbetriebes unmittelbar nach dem Zweiten Weltkrieg, nach wenigen Monaten wieder aufgegeben. Der Güterbahnhof wurde 2004 stillgelegt. |      |
| Hafenbahnhof Frankfurt (Main)-Osthafen | Ostend                 | ●              |                   | |                                       | Bf      | in Betrieb     | Verbindungsbahn                                                   |                          | |      |
| Hanauer Bahnhof                        | Ostend                 | —              | —                 | — | —                                     | —       | außer Betrieb  | Bahnstrecke Frankfurt–Hanau                                       | 1848                     | Kopfbahnhof; 1913 zugunsten des Ostbahnhofs aufgelassen |      |
| Hauptbahnhof FF                        | Gallus                 |                | TGV ECE ICE EC IC | RE 2 RE 3 RE 4 RE 5 RE 9 RE 13 RE 14 RE 20 RE 30 RE 50 RE 54 RE 55 RE 60 RE 70 RE 85 RE 98 RE 99 RB 10 RB 12 RB 15 RB 22 RB 31 RB 33 RB 34 RB 40 RB 41 RB 48 RB 51 RB 58 RB 61 RB 67 RB 68 RB 82 | S7                                    | Bf      | in Betrieb     | zahlreiche                                                        | 1888                     | Kopfbahnhof; 1924 Erweiterung; ab 1978 zusätzlich unterirdischer S-Bahnhof: Frankfurt Hbf (tief)                                                                              |      |
| Hauptbahnhof (tief) FFT                | Gallus                 |                |                   | | S1 · S2 · S3 · S4 · S5 · S6 · S8 · S9 | Bft     | in Betrieb     | City-Tunnel Frankfurt                                             | 1978                     | unterirdischer S-Bahnhof |      |
| Hauptgüterbahnhof                      | Gallus                 | —              | —                 | — | —                                     | —       | außer Betrieb  | Taunus-Eisenbahn, Main-Weser-Bahn                                 | 1886                     | ehemals einer der größten Güter- und Rangierbahnhöfe Deutschlands; abgerissen                                                                                                 |      |
| Hauptwache FHAU                        | Innenstadt             |                |                   | | S1 · S2 · S3 · S4 · S5 · S6 · S8 · S9 | Bf      | in Betrieb     | City-Tunnel Frankfurt                                             | 1978                     | unterirdischer S-Bahnhof; seit 1968 bereits U-Bahn-Betrieb |      |
| Höchst FHOE                            | Höchst                 |                |                   | RE 4 RE 9 RE 14 RE 20 RB 10 RB 11 RB 12 RB 22 | S1 · S2                               | Bf      | in Betrieb     | Taunus-Eisenbahn, Main-Lahn-Bahn, Königsteiner Bahn, Sodener Bahn | 1839 (1914)              | heutiges Empfangsgebäude von 1914; ehemals auch Fern- und Güterbahnhof; 1927–1928 Höchst (Main) Hauptbahnhof, geplanter Halt der Regionaltangente West                        |      |
| Höchst Güterbahnhof                    | Unterliederbach        | —              | —                 | — | —                                     | —       | außer Betrieb  | Taunus-Eisenbahn                                                  |                          | Güterverkehr aufgegeben; benachbart: Farbwerke und DB-Waschanlage |      |
| Höchst Stadtpark                       | Höchst/Sossenheim      | —              | —                 | — | —                                     | —       | in Planung     | Sodener Bahn                                                      | 2028 (geplant)           | geplanter Halt an der Regionaltangente West |      |
| Güterbahnhof im Industriepark Höchst   | Höchst                 | ●              |                   | |                                       | —       | in Betrieb     | Werksbahn im Industriepark Höchst                                 |                          | Anschluss an Main-Lahn-Bahn |      |
| Konstablerwache FKON                   | Altstadt/Innenstadt    |                |                   | | S1 · S2 · S3 · S4 · S5 · S6 · S8 · S9 | Bf      | in Betrieb     | City-Tunnel Frankfurt                                             | 1983                     | unterirdischer S-Bahnhof; seit 1974 bereits U-Bahn-Betrieb |      |
| Lokalbahnhof                           | Sachsenhausen-Nord     | —              | —                 | — | —                                     | —       | außer Betrieb  | Frankfurt-Offenbacher Lokalbahn                                   | 1846                     | Kopfbahnhof; 1955 aufgelassen; bis 1876 Sachsenhausen, um 1895 Offenbacher Bahnhof, bis 1910 Alt-Sachsenhausen                                                                |      |
| Lokalbahnhof FLBF                      | Sachsenhausen-Nord     |                |                   | | S3 · S4 · S5 · S6                     | Bf      | in Betrieb     | City-Tunnel Frankfurt                                             | 1990                     | unterirdischer S-Bahnhof |      |
| Louisa FLS                             | Sachsenhausen-Süd      |                |                   | | S6                                    | Bf      | in Betrieb     | Bahnstrecke Frankfurt am Main–Heidelberg                          | 1877                     | seit 1997 S-Bahn-Betrieb |      |
| Mainkur FFMK                           | Fechenheim             |                |                   | RE 54 RB 58 |                                       | Bf      | in Betrieb     | Bahnstrecke Frankfurt–Hanau                                       | 1848                     | Ersatz durch neuen S-Bahnhof Fechenheim vorgesehen |      |
| Main-Neckar-Bahnhof                    | Bahnhofsviertel        | —              | —                 | — | —                                     | —       | außer Betrieb  | Bahnstrecke Frankfurt am Main–Heidelberg                          | 1848                     | 1888 zugunsten des Hauptbahnhofs aufgelassen |      |
| Mainspitze                             | Sachsenhausen-Nord     | —              | —                 | — | —                                     | —       | außer Betrieb  | Bahnstrecke Frankfurt am Main–Heidelberg                          | 1846                     | 1848 zugunsten des Main-Neckar-Bahnhofs aufgelassen |      |
| Main-Weser-Bahnhof                     | Bahnhofsviertel        | —              | —                 | — | —                                     | —       | außer Betrieb  | Main-Weser-Bahn                                                   | 1850                     | 1888 zugunsten des Hauptbahnhofs aufgelassen |      |
| Messe FFME                             | Bockenheim/Westend-Süd |                |                   | | S3 · S4 · S5 · S6                     | Hp      | in Betrieb     | Homburger Bahn                                                    | 1999                     | |      |
| Mörfelder Landstraße                   | Sachsenhausen-Süd      | —              | —                 | — | —                                     | —       | in Planung     | Mainbahn                                                          | 2028 (geplant)           | geplanter Halt an der Regionaltangente West |      |
| Mühlberg FMUL                          | Sachsenhausen-Nord     |                |                   | | S1 · S2 · S8 · S9                     | Bf      | in Betrieb     | Tunnel Frankfurt-Mühlberg                                         | 1992                     | unterirdischer S-Bahnhof |      |
| Nied FFND                              | Nied                   |                |                   | | S1 · S2                               | Hp      | in Betrieb     | Main-Lahn-Bahn                                                    | 1888                     | [ 3 ] |      |
| Nied-Ost                               | Nied                   |                |                   | geplant |                                       | —       | in Planung     | Taunus-Eisenbahn                                                  | derzeit nicht absehbar   | als Halt der RB 12 geplant |      |
| Niederrad FNI                          | Niederrad              |                |                   | RE 2 RE 3 RE 70 | S7 · S8 · S9                          | Bf      | in Betrieb     | Riedbahn, Mainbahn                                                | 1882 (1977)              | 1977 Neubau als S-Bahnhof weiter südlich |      |
| Oberrad                                | Oberrad                | —              | —                 | — | —                                     | —       | außer Betrieb  | Frankfurt–Göttingen, Frankfurt-Offenbacher Lokalbahn              | 1849                     | 1987 aufgelassen; Wiedereröffnung auf S-Bahn-Strecke für Linien geplant |      |
| Ostbahnhof FFO                         | Ostend                 | ●              |                   | RE 54 RE 59 RE 85 RB 58 |                                       | Bf      | in Betrieb     | Bahnstrecke Frankfurt–Hanau                                       | 1913 (1961)              | heutiges Empfangsgebäude von 1961; wichtigster Güterbahnhof; S-Bahn-Betrieb vorgesehen                                                                                        |      |
| Ostendstraße FOST                      | Ostend                 |                |                   | | S1 · S2 · S3 · S4 · S5 · S6 · S8 · S9 | Bf      | in Betrieb     | City-Tunnel Frankfurt                                             | 1990                     | unterirdischer S-Bahnhof |      |
| Postbahnhof                            | Gallus                 | —              | —                 | — | —                                     | —       | außer Betrieb  | zahlreiche                                                        |                          | als S-Bahn-Werkstatt seit März 2006 umgenutzt |      |
| Riederhöfe                             | Fechenheim             | —              | —                 | — | —                                     | —       | außer Betrieb  | Verbindungsbahn                                                   | 1945                     | Halt im Rahmen des Notbetriebes unmittelbar nach dem Zweiten Weltkrieg, nach wenigen Monaten wieder aufgelassen                                                               |      |
| Rödelheim FRH                          | Rödelheim              |                |                   | RB 15 | S3 · S4 · S5                          | Bf      | in Betrieb     | Homburger Bahn, Kronberger Bahn, Rebstockkurve                    | 1861 (1885)              | [ 3 ] |      |
| Schwanheim                             | Flughafen              | —              | —                 | — | —                                     | —       | außer Betrieb  | Mainbahn                                                          | 1917                     | 1972 aufgelassen; Der Bahnhof lag weit entfernt von der Schwanheimer Bebauung im Stadtwald.                                                                                   |      |
| Sindlingen FSIN                        | Sindlingen             |                |                   | | S1                                    | Hp      | in Betrieb     | Taunus-Eisenbahn                                                  | 1893 (1968)              | 1984 Zerstörung des Empfangsgebäudes durch Brand (ehemals Zeilsheim-Sindlingen, Höchst-West)                                                                                  |      |
| Sossenheim FSO                         | Sossenheim             |                |                   | RB 11 |                                       | Hp      | in Betrieb     | Sodener Bahn                                                      | 1847                     | 1978–1997 S-Bahn-Betrieb; danach Übernahme durch die Frankfurt-Königsteiner Eisenbahn, geplanter Halt der Regionaltangente West                                               |      |
| Stadion FSP                            | Sachsenhausen-Süd      |                |                   | RE 59 RE 70 | S7 · S8 · S9                          | Bf      | in Betrieb     | Mainbahn, Riedbahn                                                | 1863                     | vor 1937: Frankfurt-Goldstein; bis 24. Dez. 2005: Frankfurt-Sportfeld. |      |
| Stresemannallee FSTL                   | Sachsenhausen-Nord     |                |                   | | S6                                    | Hp      | in Betrieb     | Frankfurt–Göttingen                                               | 1990                     | |      |
| Südbahnhof FFS                         | Sachsenhausen-Nord     | ●              | ICE IC            | RE 5 RE 50 RE 54 RE 55 RE 59 RE 85 RB 51 RB 58 RB 61 | S3 · S4 · S5 · S6                     | Bf      | in Betrieb     | Frankfurt–Göttingen                                               | 1873 (1914)              | ehemals: Bebraer Bahnhof; Neu-Sachsenhausen |      |
| Frankfurt (Main) Süd Güterbahnhof      | Sachsenhausen-Nord     | —              | —                 | — | —                                     | —       | außer Betrieb  | Frankfurt–Göttingen                                               |                          | wird derzeit (2007) durch Bebauungsplan Nr. 835 überplant. |      |
| Taunusanlage FFTA                      | Innenstadt/Westend-Süd |                |                   | | S1 · S2 · S3 · S4 · S5 · S6 · S8 · S9 | Bf      | in Betrieb     | City-Tunnel Frankfurt                                             | 1978                     | unterirdischer S-Bahnhof |      |
| Taunusbahnhof                          | Bahnhofsviertel        | —              | —                 | — | —                                     | —       | außer Betrieb  | Taunus-Eisenbahn                                                  | 1839                     | 1888 zugunsten des Hauptbahnhofs aufgelassen |      |
| Unterliederbach FULB                   | Unterliederbach        |                |                   | RB 12 |                                       | Hp      | in Betrieb     | Königsteiner Bahn                                                 | 1902                     | eingleisiger Haltepunkt; ehemals mehrgleisiger Bahnhof mit Güterabfertigung                                                                                                   |      |
| Untermainbrücke                        | Sachsenhausen          | —              | —                 | — | —                                     | —       | außer Betrieb  | Frankfurter Waldbahn                                              | 1889                     | |      |
| Viehhof                                | Sachsenhausen-Nord     | —              | —                 | — | —                                     | —       | außer Betrieb  | Frankfurt–Göttingen                                               |                          | Güterbahnhof; Eigentum der Stadt Frankfurt; Abfertigung durch Reichsbahn und Vorläufer                                                                                        |      |
| Westbahnhof FFW                        | Bockenheim             |                | ICE IC            | RE 30 RE 99 RB 34 RB 40 RB 41 | S3 · S4 · S5 · S6                     | Bf      | in Betrieb     | Main-Weser-Bahn, Homburger Bahn                                   | 1850 (1962)              | ursprünglich: Bockenheim; nach dessen Eingemeindung: Frankfurt-Bockenheim; 1962 vollständiger Neubau mit Hochbahngleisen für S-Bahn                                           |      |
| Zeilsheim FFZH                         | Sindlingen/Zeilsheim   |                |                   | | S2                                    | Hp      | in Betrieb     | Main-Lahn-Bahn                                                    | 2007                     | |      |